# Lyncar
Lyncar foi uma equipe britânica de Fórmula 1 fundada por Martin Slater. Participou de apenas dois GPs, um em 1974 e um 1975, ambos no GP da Inglaterra.. Teve apenas John Nicholson como piloto.